# Moog Theremini
Moog Theremini — цифровой терменвокс, разработанный американской компанией Moog. Является современной реализацией одного из старейших электромузыкальных инструментов — терменвокса. На этом инструменте можно играть, не касаясь его: перемещение рук в пространстве вокруг антенн контролирует высоту и громкость звука. Так при приближении руки к левой антенне меняется амплитуда, а к правой — высота звука. Инструмент оснащён тюнером и дисплеем с графическим отражением нотной октавы.
Прототип Theremini был представлен разработчиками в 2014 году на конференции NAMM. Терменвокс использует таблично-волновой синтез.